# Calyptothecium philippinense
Calyptothecium philippinense là một loài rêu thuộc họ Pterobryaceae. Loài này được Viktor Ferdinand Brotherus mô tả khoa học đầu tiên năm 1899.